# Arsakovci

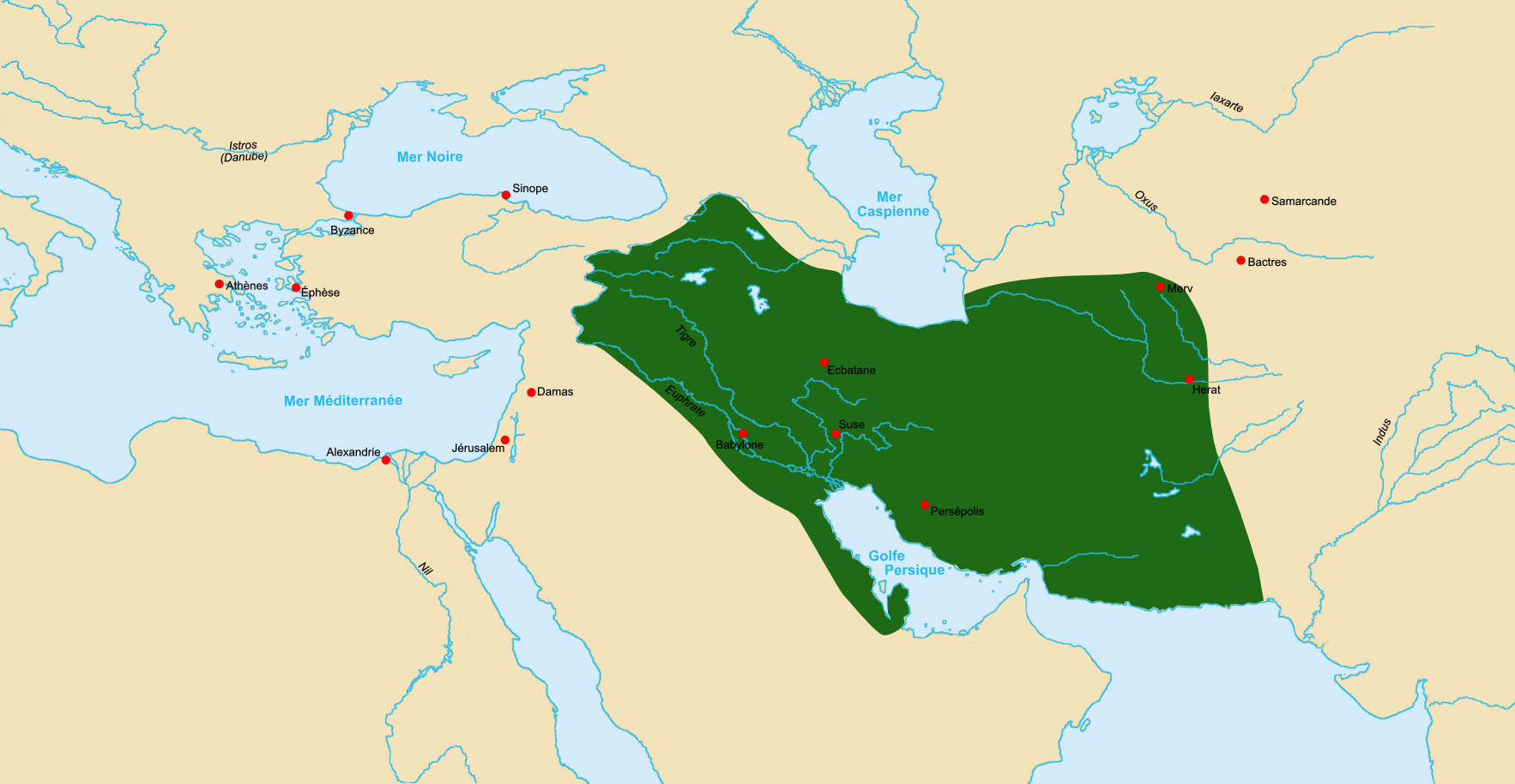
Parthská říše v 1. století př. n. l.

Arsakovci byli vládnoucí dynastií ve starověké Parthské říši (247/238 př. n. l. – 227/228 n. l.) a v Arménii (66–428 n. l.). Jejich pojmenování je odvozeno od jména Arsaka I., původně náčelníka skythského etnika Parnů (Aparnů), který se v letech 247–238 př. n. l. zmocnil seleukovské satrapie Parthie v severovýchodním Íránu a založil zde nový státní útvar – parthskou říši.
Arsakovci se v průběhu doby rozčlenili na řadu linií a buď sňatky, nebo přímo s nimi byla spřízněna velká část parthské i později sasánovské nobility – např. rody Súrénů, Aspahbadů či Mihránů. Od roku 66 n. l., kdy císař Nero udělil královský diadém bratru Vologaisa I. Tiridatovi, vládla postranní větev Arsakovců v Arménii, avšak pod římskou svrchovaností. V Íránu byla arsakovská královská dynastie svržena v letech 224–227/228 n. l. Sásánovcem Ardašírem, zakladatelem novoperské říše. V Arménii však rod s přestávkami panoval až do roku 428, kdy král Bahrám V. učinil ze země perskou provincii. Také v Arménii odvozovala řada velmožských rodin svůj původ od Arsakovců – zmiňuje se o tom Prokopios z Kaisareie v 6. století.
Podle zakladatele dynastie nesli všichni parthští králové z rodu Arsakovců jméno Arsakés, vlastní jméno se zprvu neuvádělo vůbec (výjimkou byla období mocenských bojů, kdy bylo nutné, aby se pretendenti trůnu od sebe odlišili), později bylo zmiňováno na druhém místě.